# Paul Ciszuk
Pavel "Paul" Aleksy Ciszuk, född 9 februari 1939 i Polen, är en svensk agronom och politiker. 
Ciszuk är agronomie doktor och var under mandatperioden 1988–1991 riksdagsledamot för Miljöpartiet, invald i Uppsala läns valkrets. Under sin riksdagstid var han ledamot i försvarsutskottet.